# 1964 год в театре
1964 год в театре

## Яркие постановки
- Ленинградский театр комедии — премьера второй редакции «Двенадцатой ночи» У. Шекспира в постановке Николая Акимова.

## События
- На основе труппы Московского театра драмы и комедии создан «Театр на Таганке»
- В Париже Ариана Мнушкина и Филипп Леотар создали «Театр дю солей»
- Американская меценатка Бекки Харкнесс основала труппу «Балет Харкнесс[англ.]».

## Персоналии

### Родились
- 13 января — Ваха, Артур Викторович, советский и российский артист театра и кино, заслуженный артист России
- 9 февраля — Ветров, Владислав Владимирович, советский и российский актёр театра и кино, заслуженный артист России
- 13 февраля — Перелыгин, Сергей Юрьевич, советский и российский актёр театра и кино
- 14 февраля — Богомазов, Дмитрий Михайлович, украинский театральный режиссёр, театральный педагог
- 17 февраля — Неведина, Нелли Владимировна, советская и российская актриса театра и кино
- 23 февраля — Богук, Валерия Георгиевна, советская и российская актриса театра и кино
- 26 февраля — Ильина, Марина Павловна, советская и российская актриса театра и кино, заслуженная артистка России
- 8 августа — Высоцкий, Никита Владимирович, советский и российский актёр театра и кино, режиссёр
- 16 августа — Перцева, Елена Евгеньевна, советская и российская актриса театра и кино
- 2 октября — Сидихин, Евгений Владимирович, советский и российский актёр театра и кино
- 23 декабря — Кустарников, Владимир Петрович, советский и российский актёр театра, заслуженный артист России
- 26 декабря — Добровольская, Евгения Владимировна, актриса театра и кино, народная артистка России

### Скончались
- 19 января — Оленев, Павел Алексеевич, советский актёр театра и кино, заслуженный артист РСФСР
- 17 марта — Аугуст Оддвар, норвежский актёр.
- 13 июня — Названов, Михаил Михайлович, советский актёр театра и кино, заслуженный артист РСФСР